# Robert W. Thurston
Robert William Thurston (* 28. September 1949) ist ein US-amerikanischer Historiker und ehemaliger Professor an der Miami University in Oxford, Ohio. Thurston arbeitet vor allem über die Geschichte der Sowjetunion.

## Schriften
- Liberal City, Conservative State: Moscow and Russia's Urban Crisis, 1906–1914 (1987). Oxford University Press.
- Life and Terror in Stalin's Russia, 1934–1941 (1996). Yale University Press, ISBN 9780300074420
- (Hrsg. zusammen mit Bernd Bonwetsch:)The People's War: Responses to World War II in the Soviet Union (2000). University of Illinois Press.
- Witch, Wicce, Mother Goose: The Rise and Fall of the Witch Hunts in Europe and North America (2001). Longman.
  - 2nd edition: The Witch Hunts: A History of the Witch Persecutions in Europe and North America (2006). Longman.
- Lynching: American Mob Murder in Global Perspective (2011). Ashgate, ISBN 9781409409083
- (Hrsg.): Coffee:  A Comprehensive Guide to the Bean, the Beverage, and the Industry Rowman and Littlefield, 2013.

| Personendaten    | Personendaten                                                                   |
| ---------------- | ------------------------------------------------------------------------------- |
| NAME             | Thurston, Robert W.                                                             |
| ALTERNATIVNAMEN  | Thurston, Robert William (vollständiger Name)                                   |
| KURZBESCHREIBUNG | US-amerikanischer Historiker, Professor an der Miami University in Oxford, Ohio |
| GEBURTSDATUM     | 28. September 1949                                                              |